# Virgilio Nasi
Virgilio Nasi (Trapani, 4 gennaio 1880 – Trapani, 6 giugno 1964) è stato un avvocato e politico italiano.
È stato deputato all'Assemblea Costituente, deputato alla Camera nella I legislatura e senatore nella II legislatura.

## Biografia
Avvocato, figlio dell'ex ministro del Regno d'Italia Nunzio Nasi. Agli inizi del secolo fu consigliere comunale e provinciale a Trapani. Nelle elezioni suppletive del 1914 fu candidato dal padre alla Camera, ma non venne eletto, così come nel 1919. 
Nel 1943, dopo la morte del padre, ne curò le memorie nel volume "Storia di un dramma parlamentare". Antifascista, nel 1944 fu in corsa con Salvatore Aldisio per essere nominato Alto commissario per la Sicilia. Nel febbraio 1945 fu chiamato a far parte della Consulta regionale siciliana, che redasse lo Statuto speciale siciliano, e poi nel settembre del 1945 deputato della Consulta Nazionale.
Fu eletto nel 1946 nel collegio di Palermo all'Assemblea costituente nelle file dell'Unione Democratica Nazionale, aderendo al gruppo della Democrazia del Lavoro.
Avvicinatosi al PCI, nel 1948 fu eletto deputato alla Camera nella prima legislatura, nel collegio unico nazionale, per il Blocco del Popolo. Nella seduta dell'11 luglio 1951 Nasi accusò l'allora ministro all'Industria, Ivan Matteo Lombardo, di alcune irregolarità nella gestione di licenze per l'importazione di merci in Italia. Il 4 marzo 1953 un'apposita Commissione di inchiesta parlamentare, presieduta da Antonio Cifaldi, concluse che le accuse erano senza fondamento.
Fu poi eletto nel 1953 in Sicilia al Senato nel PSI, come indipendente di sinistra fino al 1958.
Negli atti della commissione parlamentare d'inchiesta sul fenomeno mafioso nella VI legislatura (25 maggio 1972 - 4 luglio 1976) è depositato un Rapporto redatto il 21 novembre 1944 dal console generale statunitense a Palermo, Alfred T. Nester, indirizzato al segretario di Stato americano. Oggetto del rapporto: «Incontro dei capi della Mafia col generale Castellano e costituzione di un gruppo favorevole all'autonomia»: «Eccellenza, ho l'onore di riferire che il 18 novembre 1944 il generale Giuseppe Castellano, insieme a capi della Mafia tra cui Calogero Vizzini, ha avuto un colloquio con Virgilio Nasi, capo della notissima famiglia Nasi di Trapani, e gli ha chiesto di assumere la direzione di un movimento per l'autonomia siciliana sostenuta dalla Mafia. [...] Come da me riferito nel dispaccio del 18 novembre 1944, i maggiori esponenti della Mafia si sono incontrati a Palermo [...]».
Morì nel giugno 1964 all'età di 84 anni.